# Гребля на байдарках и каноэ на летних Олимпийских играх 2024 — байдарки-двойки, 500 метров (женщины)
Соревнования женщин на байдарках-двойках на дистанции 500 метров в гребле на байдарках и каноэ на летних Олимпийских играх 2024 года прошли с 6 по 9 августа 2024 года на Национальном олимпийском водном стадионе региона Иль-де-Франс в пригороде Парижа Вер-сюр-Марн.

## Расписание
Соревнования продолжались в течение двух дней. Время начала соревнований указано местное (UTC+2)
| Дата              | Время       | Раунд                 |
| ----------------- | ----------- | --------------------- |
| Вторник 6 августа | 12:10 14:10 | Заезды Четвертьфиналы |
| Пятница 9 августа | 10:50 13:00 | Полуфиналы Финалы     |

## Призёры
| Золото                                          | Серебро                                  | Бронза                              | Бронза                           |
| Новая Зеландия · Лиза Кэррингтон · Алиша Хоскин | Венгрия · Тамара Чипеш · Алида Дора Гажо | Германия · Паулина Пажек · Юле Хаке | Венгрия · Ноэми Пупп · Сара Фойт |

## Результаты

### Заезды
Первые два участника из каждого заезда проходят в полуфиналы, остальные – в четвертьфиналы.

#### Заезд 1
| Место | Дорожка | Спортсмен                           | Страна   | Время   | Примечания |
| ----- | ------- | ----------------------------------- | -------- | ------- | ---------- |
| 1     | 7       | Паулина Ягш Лена Рёлингс            | Германия | 1.41,45 | SF         |
| 2     | 4       | Юй Шимэн Чэнь Юйлэ                  | Китай    | 1.42,70 | SF         |
| 3     | 5       | Эмма Йёргенсен Фредерикке Маттиесен | Дания    | 1.45,02 | QF         |
| 4     | 6       | Ванина Паолетти Манон Остан         | Франция  | 1.45,34 | QF         |
| 5     | 3       | Мария Вирик Анна Маргрете Слетше    | Норвегия | 1.47,17 | QF         |

#### Заезд 2
| Место | Дорожка | Спортсмен                    | Страна         | Время   | Примечания |
| ----- | ------- | ---------------------------- | -------------- | ------- | ---------- |
| 1     | 5       | Лиза Кэррингтон Алиша Хоскин | Новая Зеландия | 1.41,05 | SF         |
| 2     | 4       | Эрмьен Петерс Лиз Брукс      | Бельгия        | 1.41,80 | SF         |
| 3     | 7       | Тамара Чипеш Алида Дора Гажо | Венгрия        | 1.42,68 | QF         |
| 4     | 6       | Элла Бир Алисса Булл         | Австралия      | 1.46,21 | QF         |
| 5     | 3       | Тиффани Коч Эсти Оливье      | ЮАР            | 1.52,14 | QF         |

#### Заезд 3
| Место | Дорожка | Спортсмен                       | Страна         | Время   | Примечания |
| ----- | ------- | ------------------------------- | -------------- | ------- | ---------- |
| 1     | 5       | Мартина Клатт Хелена Висневская | Польша         | 1.40,95 | SF         |
| 2     | 4       | Линнеа Стенсилс Моа Викберг     | Швеция         | 1.40,97 | SF         |
| 3     | 3       | Куртни Стотт Натали Дэвисон     | Канада         | 1.44,35 | QF         |
| 4     | 7       | Эйми Фишер Люси Мейтхер         | Новая Зеландия | 1.46,52 | QF         |
| 5     | 6       | Каролина Гарсия Сара Оусанде    | Испания        | 1.49,01 | QF         |

#### Заезд 4
| Место | Дорожка | Спортсмен                     | Страна     | Время   | Примечания |
| ----- | ------- | ----------------------------- | ---------- | ------- | ---------- |
| 1     | 5       | Паулина Пажек Юле Хаке        | Германия   | 1.39,03 | SF         |
| 2     | 7       | Каролина Ная Анна Пулавская   | Польша     | 1.39,18 | SF         |
| 3     | 4       | Ноэми Пупп Сара Фойт          | Венгрия    | 1.39,44 | QF         |
| 4     | 6       | Селма Конейн Рут Ворсселман   | Нидерланды | 1.43,91 | QF         |
| 5     | 3       | Карина Аланис Беатрис Брионес | Мексика    | 1.44,87 | QF         |

### Четвертьфиналы
Участники, занявшие места с 1 по 4 из каждого четвертьфинала, проходят в полуфиналы, остальные выбывают.

#### Четвертьфинал 1
| Место | Дорожка | Спортсмен                           | Страна     | Время   | Примечания |
| ----- | ------- | ----------------------------------- | ---------- | ------- | ---------- |
| 1     | 3       | Селма Конейн Рут Ворсселман         | Нидерланды | 1.40,93 | SF         |
| 2     | 6       | Элла Бир Алисса Булл                | Австралия  | 1.41,89 | SF         |
| 3     | 2       | Каролина Гарсия Сара Оусанде        | Испания    | 1.42,03 | SF         |
| 4     | 4       | Куртни Стотт Натали Дэвисон         | Канада     | 1.42,58 | SF         |
| 5     | 5       | Эмма Йёргенсен Фредерикке Маттиесен | Дания      | 1.42,61 | X          |
| 6     | 7       | Мария Вирик Анна Маргрете Слетше    | Норвегия   | 1.43,28 | X          |

#### Четвертьфинал 2
| Место | Дорожка | Спортсмен                     | Страна         | Время   | Примечания |
| ----- | ------- | ----------------------------- | -------------- | ------- | ---------- |
| 1     | 5       | Тамара Чипеш Алида Дора Гажо  | Венгрия        | 1.40,57 | SF         |
| 2     | 6       | Ванина Паолетти Манон Остан   | Франция        | 1.41,43 | SF         |
| 3     | 2       | Карина Аланис Беатрис Брионес | Мексика        | 1.41,45 | SF         |
| 4     | 4       | Ноэми Пупп Сара Фойт          | Венгрия        | 1.41,90 | SF         |
| 5     | 3       | Эйми Фишер Люси Мейтхер       | Новая Зеландия | 1.44,45 | X          |
| 6     | 7       | Тиффани Коч Эсти Оливье       | ЮАР            | 1.46,40 | X          |

### Полуфиналы
Участники, занявшие места c 1 по 4, проходят в финал А, остальные – в финал В.

#### Полуфинал 1
| Место | Дорожка | Спортсмен                       | Страна    | Время   | Примечания |
| ----- | ------- | ------------------------------- | --------- | ------- | ---------- |
| 1     | 4       | Паулина Ягш Лена Рёлингс        | Германия  | 1.39,51 | FA         |
| 2     | 3       | Эрмьен Петерс Лиз Брукс         | Бельгия   | 1.39,74 | FA         |
| 3     | 2       | Тамара Чипеш Алида Дора Гажо    | Венгрия   | 1.39,76 | FA         |
| 4     | 7       | Элла Бир Алисса Булл            | Австралия | 1.40,26 | FA         |
| 5     | 1       | Карина Аланис Беатрис Брионес   | Мексика   | 1.40,39 | FB         |
| 6     | 5       | Мартина Клатт Хелена Висневская | Польша    | 1.40,73 | FB         |
| 7     | 6       | Каролина Ная Анна Пулавская     | Польша    | 1.42,14 | FB         |
| 8     | 8       | Куртни Стотт Натали Дэвисон     | Канада    | 1.42,57 | FB         |

#### Полуфинал 2
| Место | Дорожка | Спортсмен                    | Страна         | Время   | Примечания |
| ----- | ------- | ---------------------------- | -------------- | ------- | ---------- |
| 1     | 4       | Лиза Кэррингтон Алиша Хоскин | Новая Зеландия | 1.38,52 | FA         |
| 2     | 5       | Паулина Пажек Юле Хаке       | Германия       | 1.38,84 | FA         |
| 3     | 2       | Селма Конейн Рут Ворсселман  | Нидерланды     | 1.39,49 | FA         |
| 4     | 8       | Ноэми Пупп Сара Фойт         | Венгрия        | 1.39,89 | FA         |
| 5     | 6       | Линнеа Стенсилс Моа Викберг  | Швеция         | 1.40,06 | FB         |
| 6     | 1       | Каролина Гарсия Сара Оусанде | Испания        | 1.40,23 | FB         |
| 7     | 7       | Ванина Паолетти Манон Остан  | Франция        | 1.40,62 | FB         |
| 8     | 3       | Юй Шимэн Чэнь Юйлэ           | Китай          | 1.44,45 | FB         |

### Финалы

#### Финал A
| Место | Дорожка | Спортсмен                    | Страна         | Время   | Примечания |
| ----- | ------- | ---------------------------- | -------------- | ------- | ---------- |
| 1     | 4       | Лиза Кэррингтон Алиша Хоскин | Новая Зеландия | 1.37,28 |            |
| 2     | 7       | Тамара Чипеш Алида Дора Гажо | Венгрия        | 1.39,39 |            |
| 3     | 6       | Паулина Пажек Юле Хаке       | Германия       | 1.39,46 |            |
| 3     | 8       | Ноэми Пупп Сара Фойт         | Венгрия        | 1.39,46 |            |
| 5     | 3       | Эрмьен Петерс Лиз Брукс      | Бельгия        | 1.39,84 |            |
| 6     | 5       | Паулина Ягш Лена Рёлингс     | Германия       | 1.40,09 |            |
| 7     | 1       | Элла Бир Алисса Булл         | Австралия      | 1.40,94 |            |
| 8     | 2       | Селма Конейн Рут Ворсселман  | Нидерланды     | 1.41,26 |            |

#### Финал B
| Место | Дорожка | Спортсмен                       | Страна  | Время   | Примечания |
| ----- | ------- | ------------------------------- | ------- | ------- | ---------- |
| 9     | 4       | Линнеа Стенсилс Моа Викберг     | Швеция  | 1.42,05 |            |
| 10    | 5       | Карина Аланис Беатрис Брионес   | Мексика | 1.43,70 |            |
| 11    | 3       | Мартина Клатт Хелена Висневская | Польша  | 1.43,82 |            |
| 12    | 7       | Каролина Ная Анна Пулавская     | Польша  | 1.44,50 |            |
| 13    | 2       | Ванина Паолетти Манон Остан     | Франция | 1.45,18 |            |
| 14    | 8       | Юй Шимэн Чэнь Юйлэ              | Китай   | 1.46,26 |            |
| 15    | 1       | Куртни Стотт Натали Дэвисон     | Канада  | 1.46,96 |            |
|       | 6       | Каролина Гарсия Сара Оусанде    | Испания | DNF     |            |